# Револьвер Оцелот
Револьвер Оцелот (яп. リボルバー・オセロット Риборуба: Осеротто, англ. Revolver Ocelot), настоящее имя Адамска (яп. アダムスカ Адамусука) — переходящий антагонист игр франшизы Metal Gear компании Konami. На протяжении основной сюжетной линии персонажу достаются совсем разные роли: приспешник Ликвида Снейка, правая рука Солидуса, друг и соперник Биг Босса, а также главный противник Солида Снейка. Персонаж был хорошо встречен игровым сообществом за роль главного хитреца всей серии и главного связующего звена между многими персонажами.

## Появления в играх
В своём первом появлении Револьвер Оцелот представляется как стрелок мятежного отряда FOXHOUND, захватившего остров Шэдоу-Мозес с базирующимся на нём Metal Gear REX. Оцелот специализировался на допросах, а также являлся правой рукой Ликвида Снейка. Удерживая у себя в заложниках президента компании ArmsTech Кеннета Бейкера, Оцелот вызывает Солида Снейка на дуэль, таким образом становясь первым боссом в игре, однако схватка заканчивается тем, что в неё вмешивается Грей Фокс и отрубает Оцелоту правую руку. Несмотря на своё ранение, позже Оцелот будет участвовать в допросе Снейка, когда того поймают. Во время пытки Оцелот раскрывает главному герою, что он родился в Советском Союзе, а также состоял на службе в спецназе; истинных своих целей он, однако, Снейку не раскрывает. Оцелот стал единственным выжившим членом FOXHOUND к концу игры. В диалоге после титров становится понятно, что он всё время работал с Президентом Соединённых Штатов Джорджем Сирсом.
Со времени событий на Шэдоу-Мозес Оцелот, известный уже под псевдонимом Шалашаска (яп. シャラシャーシカ Сярася:сика), успел хирургическим путём пришить себе новую руку, которая раньше принадлежала Ликвиду. Это приводит к тому, что в Оцелоте зарождается вторая личность — Ликвид, который берёт контроль над телом каждый раз, когда Солид Снейк рядом. В ходе событий на танкере Оцелот больше походит на одного из наёмников Сергея Горлуковича, однако позже предаёт своего старого друга для того, чтобы украсть Metal Gear RAY, в то же время помешав планам Солида Снейка и Отакона. Позже, в ходе событий на заводе, Оцелот формирует ячейку террористической организации «Сыны свободы» совместно с бывшим президентом США, которым оказался Солидус Снейк. Однако Оцелот предаёт последнего, доказывая таким образом свою верность «Патриотам» — могущественной организации, тайно контролирующей Соединённые Штаты. Немного позже Ликвид снова берёт контроль над разумом Оцелота и уходит от Снейка, Солидуса и Райдена, чтобы убить лидеров организации.
В третьей номерной игре серии, действие которой происходит за 4 десятилетия до событий Metal Gear Solid, персонаж был показан молодым майором ГРУ, известным соответственно как майор Оцелот (яп. オセロット少佐 Осеротто Сё:са). В игре Оцелот был под командованием полковника Волгина, руководя «отрядом Оцелот» (англ. Ocelot Unit) внутри ГРУ. После первого столкновения с Нейкидом Снейком он начинает использовать револьверы, так как предпочитает поглощать отдачу оружия локтем, что свойственно для стрельбы из револьверов. По ходу событий игры Оцелот часто сталкивается со Снейком и ближе к концу даже помогает ему. Также становится известно, что его настоящее имя — Адамска, а сам он внебрачный сын Босс. После смертей Волгина и Босс, Оцелот предстаёт перед игроками как тройной агент, одновременно работающий на организацию «Философы», КГБ и ЦРУ. От последних он, собственно, и получил прямой приказ,
согласно которому он должен был помогать Снейку в ходе его миссии, однако Оцелот провалил своё задание, так как «ЕВА», будучи агентом «Философов», добралась до Снейка первой.
Также молодой Оцелот, уже более известный как «АДАМ» (яп. アダム АДАМУ), появлялся в прямых сиквелах Metal Gear Solid 3 — Metal Gear Solid: Portable Ops и Metal Gear Solid: Peace Walker. В сюжете обеих игр Оцелот не играет ключевую роль, однако появляется в конце. В Portable Ops он убивает директора ЦРУ, после чего некто приглашает его вступить в организацию «Патриоты». В Peace Walker он не присутствует лично, однако много раз упоминается в записях «ЕВЫ» о жизни Босс. Также в игре можно получить запись телефонного разговора Оцелота и Зеро.
К 2014 году Оцелот предстаёт в новом образе, известный уже под именем Ликвид Оцелот. Оцелот сознательно использовал на себе техники самогипноза и наномашины, чтобы сделать себя психическим двойником Ликвида и таким образом желая сбить с толку ИИ «Патриотов». Как «Ликвид», Оцелот устанавливает основную компанию, которая управляет четырьмя самыми большими ЧВК, соревнуясь с «Патриотами» за контроль над миром. После угона системы «Патриотов» ЧВК Оцелота переключается на Снейка. После того, как Снейк и Отакон используют вирус FOXALIVE, чтобы удалить ИИ «Патриотов», Оцелот устраивает со Снейком кулачный бой, по итогам которого умирает от истощения. На самом деле, смерть Оцелота случилась из-за нового штамма FOXDIE, который Дребин-893 ввёл Снейку.
В Ground Zeroes Оцелот появляется только в сцене «дежавю», не относящейся к сюжетной линии. В The Phantom Pain Оцелот выступает двойным агентом для Венома Снейка и его «Diamond Dogs». Он играет ключевую роль в сюжетной линии, убеждая Венома Снейка посредством гипноза принять образ Биг Босса и помогая обоим последним бежать из военного госпиталя в Кипре. Опасаясь возможного проникновения шпионов в «Diamond Dogs», Оцелот выступает в команде в роли следователя, часто споря с Казухирой Миллером по поводу методов своей работы. В конце игры Оцелот изъявляет свою поддержку плану Биг Босса вести тайную войну против «Шифра», предвещая таким образом свою роль в последующих (по внутренней хронологии сеттинга) играх франшизы.

## Дизайн персонажа
Костюм Оцелота в Metal Gear Solid 1998 года выглядит вполне обычно для стрелков из спагетти-вестернов — пылевой плащ, шпоры и кобура, на левой же руке персонаж носит нарукавную повязку чёрного цвета; в известной степени он был срисован с актёра Ли Ван Клифа. Традиционное оружие Оцелота — револьверы, из которых им особо ценится Colt Single Action Army. Создавая персонажа, Хидэо Кодзима хотел добавить тона вестерна в моменты, когда появлялся Оцелот, которого срисовывали. При разработке Metal Gear Solid 2, Ёдзи Синкава собирался дать персонажу кибернетическую руку вместо той, которую отрубил Грей Фокс, однако идея не была реализована, так как разработчики решили дать Оцелоту руку Ликвида. После того, как Кодзима осознал, что фанаты серии нашли идею внедрения второй личности в разум Оцелота через новую руку нелепой, он пообещал, что объяснит причину в Metal Gear Solid 4.

## Восприятие
Образ Оцелота получил во многом положительные отзывы критиков, исходя из его роли как антагониста. Он — один из немногих персонажей, появлявшихся почти в каждой Metal Gear Solid и один из немногих, кто играл в сюжетной линии ведущую роль, что подчеркнули журналисты издания Game Informer в своей ретроспективе серии в 2008 году. Журналистами Official U.S. PlayStation Magazine Оцелот был признан недооценённым по сравнению с иконическим антагонистом Final Fantasy VII Сефиротом, будучи описан как «просто стойкий, подлый, хороший злодей». Ведущими программы Filter телеканала G4 Оцелот был поставлен в 2002 году на десятое место в десятке лучших злодеев видеоигр; в аналогичном рейтинге, составленном порталом IGN в 2010 году, Оцелот занял 28-е место из 100.
Оцелот часто включается в рейтинги лучших злодеев в истории видеоигр вообще и своей франшизы в частности. В 2008 году бой с Оцелотом в Metal Gear Solid занял восьмое место в десятке лучших сражений в истории серии по версии IGN, а сам персонаж удостоился второго места в рейтинге лучших злодеев серии; в 2007 обозреватели GameSpot, включая Оцелота в свой список лучших боссов серии, называют его одним из самых важных персонажей для сюжета, наряду с Солидом Снейком и Биг Боссом. В 2013 году портал GamesRadar поместил Оцелота на седьмое место из ста в рейтинге лучших злодеев из видеоигр. В 2008 году обозреватели GameSpy в числе лучших моментов из Metal Gear Solid выделяют также и сцену пыток Оцелота над Снейком, отмечая подход Оцелота к работе и сложность прохождения этого момента (с учётом важности его для дальнейшего сюжета) для игрока. Комментируя появление Оцелота в Metal Gear Solid 3, обозреватели этого же портала называют его «опорным» персонажем для своей серии, выражая надежду, что он станет интересным противником. Оценивая же роль Оцелота в Metal Gear Solid 2, журналисты GameSpy признают абсурдной идею с переменной сменой между личностями собственно Оцелота и таковой Ликвида Снейка, но тем не менее хорошо оценивают сцены с участием Оцелота в начале игры.
По мнению обозревателей журнала Edge, озвученному в их рецензии на Metal Gear Solid 4: Guns of the Patriots, в лице Ликвида Оцелота Хидэо Кодзима «сотворил превосходного злодея, более совершенного, нежели в MGS2»; журналист IGN Джесс Шиден в 2007 году причисляет Оцелота к числу тех персонажей, которые, по его мнению, заслуживали собственной игры. Журналисты GamePro в своих рекомендациях по прохождению боссов Metal Gear Solid 4 называют последнее сражение между Солидом Снейком и Ликвидом Оцелотом «эпичным» даже несмотря на то, что последний, по признанию журналистов, превратился в «боксёрскую грушу» к концу битвы. В то же время, Джереми Пэриш из 1UP.com, наоборот, включил этот бой в свой список «самых тупых сражений с боссами» из-за весьма простого исполнения (в сравнении с более сложными боссами из Metal Gear Solid 3) и слишком большой длительностью для боя между оппонентами с учётом их возраста. Рэй Барнхолт из этого же портала в своей пятёрке «самых странных моментов» из MGS4 упоминает две сцены с участием Оцелота: взлом системы «Патриотов» с последующим использованием её против главных героев и имитация смерти Ликвида Снейка (см. Metal Gear Solid) во время сражения со Снейком на Шэдоу-Мозес..

## Цитаты
1. ↑  «Roy Campbell: There are six members of FOX-HOUND involved in this terrorist [...] And Revolver Ocelot, specialist in interrogation and a formidable gunfighter
 (Рой Кэмпбелл: Шесть членов FOXHOUND вовлечены в этот теракт.<...> И Револьвер Оцелот — специалист по допросам и виртуозный стрелок.)» — Konami Computer Entertainment Japan, Metal Gear Solid. Изд. Konami. PlayStation (1998).
2. ↑  «Revolver Ocelot: I've been waiting for you, Solid Snake. Now we'll see if the man can live up to the legend!
 (Револьвер Оцелот: Я ждал тебя, Солид Снейк. Сейчас мы увидим, может ли человек жить согласно правилам легенды!)» — KCEJ, Metal Gear Solid.
3. ↑  «Revolver Ocelot:  Yes. The inferior one was the winner after all. ...That's right. Until the very end, Liquid thought he was the inferior one. Yes, sir. I agree completely. It takes a well-balanced individual... such as yourself to rule the world. No, sir. No one knows that you were the third one... Solidus. ...What should I do about the woman? Yes sir. I'll keep her under surveillance. Yes. Thank you. Good-bye. Mr. President.
(Револьвер Оцелот: <...> Да, да. Ликвид мёртв. Неполноценный всё же вышел победителем... Всё верно. До самого конца, Ликвид считал, что это он неполноценный. Конечно, остальные тоже так считали. Да, сэр. Я полностью согласен. Нужна «сбалансированная» личность, как Вы, чтобы править миром. Да. Да, сэр... Нет, сэр. Никто не знает, что вы были третьим... Солидус... Что мне делать с женщиной? Да, сэр... я понял. Слежка продолжится. Да, да... спасибо. До свидания, господин президент.)» — KCEJ, Metal Gear Solid.
4. ↑  «Liquid Snake:[...] The price of physical prodigy... Few more years and you’ll be another dead clone of the old man. Our raw materials are vintage, brother. Big Boss was in his late fifties when they created his copies. But I -- I live on, through this arm. / Solid Snake: Liquid's arm?
(Ликвид Снейк: <...> Плата за чудо, совершённое медициной. Пройдёт ещё несколько лет, и ты станешь просто мёртвым клоном нашего старика. Причина в возрасте исходного материала, брат. Биг Боссу было за 50, когда мы были созданы. Но я... Я буду жить, за счёт этой руки! / Солид Снейк: Руки Ликвида?)» — KCEJ, Metal Gear Solid 2: Sons of Liberty. Изд. Konami. PlayStation 2 (2001).
5. ↑  «Liquid Snake:[...] You're the only one that can free me, after all… I'm off to bury the Patriots for good. / Solidus Snake: You know where they are? How? / Liquid Snake: Why do you think I choose Ocelot as my host?
 (Ликвид Снейк: <...> (Солиду Снейку) В конце концов, ты единственный, кто может меня освободить. Теперь я собираюсь покончить с „Патриотами“ насовсем. / Солидус Снейк: Ты знаешь, где они?! Как? / Ликвид Снейк: Почему, как ты думаешь, моим хранилищем был выбран Оцелот?)» — Konami Computer Entertainment Japan, Metal Gear Solid 2: Sons of Liberty.
6. ↑  «The Boss: I was pregnant at the time. The Sorrow was the father. I gave birth on the field of battle.
 (Босс: <...> Я была беременна в то время. Отцом ребёнка был Сорроу. Я родила прямо на поле боя.)» — Kojima Productions, Metal Gear Solid 3: Snake Eater. Изд. Konami. PlayStation 2 (2004).
7. ↑  «Ocelot: [...] The Philosopher's Legacy is now safely with us...in America's hands. [...] The film we handed the Chinese was a fake. Peking must be in an uproar right about now. [...] Only half of the money has made it back to the United States. [...] I've obtained something from Granin that you might find interesting. It's a revolutionary new nuclear attack system [...] Yes, we have John – I mean Snake – to thank for that. [...] Yes, it appears that no one knew that I was ADAM. Of course. I'm always at the CIA's disposal...Mr. Director.
(Оцелот: <...> Наследие Философов теперь у нас… в руках Америки. <...> Плёнка, которую мы подсунули китайцам, фальшивая. Пекин, должно быть, сейчас закипает... <...> Только половина денег вернулась в Соединённые Штаты. <...> Кстати, я получил кое-что от Гранина; возможно, вы сочтёте это интересным. Принципиально новая система ядерного удара. <...> Да, мы должны благодарить за это Джона — я говорю о Снейке. <...> Да, по-видимому, никто не знает, что я — „АДАМ“. (пауза) Конечно. Я всегда в распоряжении ЦРУ… господин директор.)» — Kojima Productions, Metal Gear Solid 3: Snake Eater.
8. ↑  «Ocelot: Yes, we should have known Gene was serious about launching those nukes... Seems our insurance policy came in handy after all. He did quite well... And now I've got the Legacy. Is that all part of your script, too? Using him and the FOX Unit like that... Only you could have pulled it off. But... You won't be using me anymore... Battle data... from the Perfect Soldier? Genes... genome... I see... Intriguing... I'll help you with the project. But on one condition... I want him to join us. Yes, Big Boss... So that we can become the Patriots.
 (Оцелот: Да, мы должны были знать, что Джин всерьёз собирался использовать ядерное оружие... Кажется, что мы не зря подстраховались. Он почти успел... И теперь Наследие у меня в руках. Это тоже часть вашего сценария? Использовать его и подразделение FOX? Только вы могли осуществить всё это. Но... я вам больше не нужен... (пауза) ... Данные сражения.... от „Идеального Солдата“? (пауза) Гены... геном... (пауза)... Я вижу... Я помогу вам с проектом. Но при одном условии... Я хочу, чтобы он присоединился к нам. (пауза) Да, Биг Босс... Так, чтобы мы могли стать „Патриотами“.)» — Kojima Productions, Metal Gear Solid: Portable Ops.
9. ↑  «Big Boss: And Ocelot... In order to fool the System... Used nanomachines and psychotherapy to transplant Liquid's personality onto his own. He used hypnotic suggestion to turn himself into Liquid's mental doppelganger...
(Биг Босс:<...> А Оцелот… С целью обмануть Систему… использовал наномашины и психотерапию, чтобы имплантировать в себя личность Ликвида. Он использовал гипнотическое внушение, чтобы превратить себя в одержимого разумом Ликвида…)» — Kojima Productions, Metal Gear Solid 4: Guns of the Patriots. Изд. Konami. PlayStation 3 (2008). Уровень/зона: Epilogue - Naked Sin.
10. ↑  «Roy Campbell: This mother company embodies the five largest PMCs. Her name is... "Outer Heaven". / Old Snake: "Outer Heaven?" You mean...! / Roy Campbell: That's right... It's Liquid.
 (Рой Кэмпбелл: <...> Эта компания объединяет в себе пять крупнейших ЧВС. Она называется… „Outer Heaven“. / Олд Снейк: „Outer Heaven“? Неужели… / Рой Кэмпбелл: Именно… За этим стоит Ликвид.)» — Kojima Productions, Metal Gear Solid 4: Guns of the Patriots. Уровень/зона: Act 1 - Liquid Sun - Briefing.
11. ↑  «Liquid Ocelot: The System is mine! Your guns and your weapons are no longer your own! Behold... Guns of the Patriots.
(Ликвид Оцелот: Система у меня! Ваше оружие больше вам не принадлежит! Узрите… Орудия „Патриотов“.)» — Kojima Productions, Metal Gear Solid 4: Guns of The Patriots. Уровень/зона: Act 3 - Third Sun - Guns of the Patriots.
12. ↑  «Big Boss: The truth is that the FOXDIE in you is what killed EVA and Ocelot...
 (Биг Босс:<...> По правде… FOXDIE в тебе… и есть то, что убило „ЕВУ“… и Оцелота.)» — Kojima Productions, Metal Gear Solid 4: Guns of the Patriots. Уровень/зона: Epilogue - Naked Sin.
13. ↑  «Revolver Ocelot: This is the greatest handgun ever made. The Colt Single Action Army.
 (Револьвер Оцелот: Это — лучший ручной огнестрел, когда-либо созданный — Colt Single Action Army.)» — KCEJ, Metal Gear Solid.